# Antonio J. Vierci
Antonio Juan Bautista Vierci Mendoza (Asunción, 1 de junio de 1945) conocido como Antonio J. Vierci o A. J. Vierci, es un empresario y CEO paraguayo, propietario de varios medios de comunicación en Paraguay, como por ejemplo: Telefuturo, Radio Monumental 1080 AM, Diario Extra, Última Hora o Estación 40. Es fundador y director ejecutivo del Grupo Vierci; posee las franquicias de Burger King y Domino's Pizza entre otros, y es considerado uno de los empresarios más ricos en su país.

## Biografía

### Orígenes y contexto familiar
Antonio J. Vierci nació el 1 de junio de 1945 en Asunción, Paraguay. Está casado con Ana María Yakisich, con quien tiene un hijo. La familia Vierci es de origen genovés y posee una tradición comercial. Sus antepasados emigraron al río de la Plata a mediados del siglo XIX. Su padre, Juan Bautista Vierci, era empresario yerbatero, propietario de plantaciones que empleaban trabajadores denominados mensú. Su actividad comercial abarcaba Paraguay, Brasil, Argentina y Uruguay.

### Inicios en el ámbito empresarial
En 1967, a los 22 años y recién casado, Antonio J. Vierci inició su actividad empresarial de manera independiente. Instaló su primera oficina en la residencia familiar ubicada en la calle Colón, Asunción, donde su esposa desempeñaba labores como dactilógrafa. Sus primeras operaciones consistieron en la compra de productos en la zona portuaria de la calle Garibaldi, Asunción, para revenderlos en la ciudad de Pedro Juan Caballero. Paralelamente, retomó el negocio familiar relacionado con la yerba mate.

### Desarrollo empresarial
En 1997, fundó Telefuturo. Posteriormente, en 2003, adquirió Editorial País, que incluía Última Hora y Radio Guarania 91.1 FM, esta última la cual fue renombrada, primero como Radio La Estación y, luego, como Radio Estación 40. Más adelante, en 2005, lanzó Radio Urbana 106.9 FM. Luego, en 2008, fundó el canal La Tele, orientado a contenido alternativo y reposiciones de programas emitidos previamente en Telefuturo. Dos años después, en 2010, adquirió Radio Nanawa 1080 AM (que fue relanzada como Radio Monumental 1080 AM). Posteriormente, en 2012, incorporó las plataformas digitales Paraguay.com y Clasipar.com. Un año después, en 2013, adquirió el canal 2 Red Guaraní. Más tarde, en 2016, adquirió el Diario Extra Press. Al año siguiente, en 2017, adquirió Radio Global Mix 106.5 FM (la cual fue renombrada como Radio Palma 106.5 FM). Finalmente, en 2022, adquirió la emisora Radio Chaco Boreal 1330 AM.

## A. J. Vierci
Fundó su primera empresa denominada A. J. Vierci, en 1967. En sus inicios, esta compañía se centró en la distribución de productos nacionales e importados, y con el tiempo incorporó una variedad de rubros que abarcan desde bebidas hasta electrónica e informática. Esta expansión se concretó con la creación de empresas independientes como Láser Import y Compañía de Desarrollo Agropecuario, entre otras.
Durante las décadas de 1980 y 1990, A. J. Vierci incursionó en la exportación de yerba mate, café, soja y esencias naturales, mientras que en el ámbito local amplió su oferta con la importación de menajes chinos, pantalones Lee, vinos y licores. Además, estableció alianzas estratégicas con empresas como Yerbatera Campesino y Boston, consolidando su posición en el mercado.
El inicio del nuevo milenio marcó un hito para el grupo con la inauguración del Centro de Distribución San Antonio, un depósito informatizado de 16 000 m², diseñado para despachar pedidos en 24 horas en cualquier punto del país. Este desarrollo fortaleció la red de distribución de la compañía, que ahora cuenta con oficinas en Argentina, Bolivia, Chile y Uruguay, además de sucursales en las principales ciudades de Paraguay. Actualmente, el conglomerado emplea a más de 1000 personas y sigue diversificando sus inversiones en áreas como bienes raíces, industria alimentaria y retail.
En 2003, adquirió Supermercados Stock por un valor de USD 4 millones. Incursionó en el ámbito de los medios de comunicación, con empresas como Telefuturo, Última Hora, Radio Monumental 1080 AM y Estación 40.
En la actualidad, el grupo Vierci opera en cinco sectores principales: importadoras, medios, retail, inversiones e industrias. Este modelo de negocio diversificado incluye empresas como Superseis, Burger King, Embutidos Franz y Yerbatera Campesino, entre otras.